# Suzy Creamcheese
Suzy Creamcheese é uma personagem recorrente das músicas de Frank Zappa. Ela é uma vocalista. No disco Freak Out! (que também apresenta uma "carta" de Suzy, na contra-capa), Suzy Creamcheese foi interpretada por Jeannie Vassoir. Em Absolutely Free e na coletânea Mothermania, foi Lisa Cohen e em We're Only in It for the Money e Uncle Meat, foi Pamela Zarubica.
As aparições de Suzy Creamcheese nas músicas de Zappa estão sempre envoltas dentro de surrealismo, como neste diálogo presente em Freak Out!:
Voz masculina: Suzy?
Voz feminina: Sim?
Voz masculina: Suzy Creamcheese?
Voz feminina: Sim?
Voz masculina: Essa é a voz da sua consciência, querida... ah, eu só queria verificar uma coisa... espero que você não se importe.
Voz feminina: O que é?
Voz masculina: Suzy Creamcheese, meu amor, o que deu em você?